# Hellenthal
Hellenthal est une commune d'Allemagne occidentale, située au sud de Montjoie dans l'arrondissement d'Euskirchen, à 6 km de Schleiden. La superficie de la commune est de 137,82 km², pour une altitude comprise entre 350 à 692 mètres.
Hellenthal est connu pour son parc à gibier, avec sa station de falconiformes, le barrage d'eau potable de l'Olef, ses prairies de narcisses sauvages, le lieu-dit Weisser Stein avec sa piste de ski. Le territoire de Hellenthal se compose de 60 villages et hameaux, dont le village fortifié de Reifferscheid. Jusqu'à l'arrivée des troupes françaises en 1794, ce village était le siège d'une branche de la famille de Salm. Une mine de plomb historique (Grube Wohlfahrt (de)) existait au village de Rescheid. Une petite partie au nord du territoire fait partie du Parc national de l'Eifel, et sur le reste s'étend le Parc naturel germano-belge.
Après la Seconde Guerre mondiale, le village frontalier de Losheim, a été du 1er avril 1949 au 28 août 1958 sous administration belge.

## Personnalités liées à la ville
- Mauritius Ribbele (1730-1801), prince-abbé né à Wolfert.
- Margot Cecile Heuman (1928-2022), survivante de l'Holocauste américaine d'origine allemande, y est née.